# Amtliche Schulverwaltung
Amtliche Schulverwaltung ist eine landesweit einheitliche Verwaltungssoftware für alle Schultypen in Bayern und Baden-Württemberg. Außerhalb der beiden Länder hat die Firma CONET ISB GmbH das Recht, die Software unter dem Namen edoo.sys zu vertreiben.

## Geschichte
2007 wurde von Bayern und Baden-Württemberg beschlossen, ein Schulverwaltungssoftware auf den Weg zu bringen. Die Software sollte 2009 eingeführt werden, verschiedene andere Produkte ablösen und Planungssicherheit für die Politik bringen.
2019 wurde vom Rechnungshof Baden-Württemberg festgestellt, dass die ursprünglichen Projektziele nicht erreicht wurden, obwohl min. 47 Mio. Euro investiert wurden. 2021 kommt der Rechnungshof für Bayern zu einem ähnlichen Ergebnis, dass Ziele nicht erreicht wurden und es zu einer Kostenexplosion gekommen sei.

## Versionen
Es gibt drei Versionen, eine für Baden-Württemberg, eine für Bayern und eine für andere Bundesländer.

### Baden-Württemberg
- mandantenfähig
- Notenerfassung Online (NEO)
- Elektronische Schulstatistik (ESS: Ziel ASD-BW (Amtliche Schuldaten Baden-Württemberg[8]))
- beinhaltet eine Benutzerverwaltung inklusive Rollen- und Berechtigungssystem
- erfüllt die Anforderungen gemäß Schulgesetz Baden-Württemberg (SchG), Landesbeamtengesetz (LBG), Landesdatenschutzgesetz (LDSG), sowie EU-Datenschutzgrundverordnung (EU-DSGVO)
- unterstützt Windows- und Linux-Betriebssysteme
- speichert die Daten in SQL-Datenbank (PostgresQL)

asv-bw wird auf der Webseite des Kultusministeriums kostenlos für die Schule zur Verfügung gestellt. Es werden zwei Versionen zur Verfügung gestellt, eine Enterprise-Version, für größere Schule als Client-Server oder als School-Version (all-in-one) für kleinere Schulen.

### Bayern
ASV Bayern wird auf der Webseite des Kultusministeriums, nach Registrierung und Prüfung der Berechtigung zur Verfügung gestellt.

## Funktionsumfang
Die Schnittstellen sind in beiden Programmversionen der Länder ähnlich.
- Import-Schnittstellen
- Export-Schnittstellen
- Schulische Daten
- Schüler verwalten
- Lehrkräfte verwalten
- Klassen verwalten
- Unterrichtsplanung
- Kursstufe verwalten
- Leistungs- und Zeugnisdaten verwalten
- Berichtswesen
- Notenerfassung
- Dokumentation
- Statistiken für die Politik[14][15]

## Architektur
Die Software setzt sich aus folgenden Komponenten zusammen:
- Zentralen Schul Servers (ZSS) läuft im Rechenzentrum des Landes und stellt die Lehrenden-Daten zur Verfügung und ist Ziel für die Statistikdaten
- die dezentralen Komponenten (DSS) ist der Server in der Schule und
- den ASV Schul Client/-s (SC)